# デリー証券取引所
デリー証券取引所（デリーしょうけんとりひきじょ、英語: Delhi Stock Exchange Association; 略号:DSE）は、インドのニューデリーにある証券取引所である。1947年に設立された。この証券取引所では3,000以上の上場企業株を持っている。
ニューデリーアサフ・アリ・ロード（Asaf Ali Road）にある。
約1.1km西にあるニューデリー駅が最寄り駅になる。